# El Quiché
El Quiché é um dos 22 departamentos da Guatemala, país da América Central, sua capital é a cidade de Santa Cruz del Quiché.

## Municípios
1. Canillá
2. Chajul
3. Chicaman
4. Chiché
5. Chichicastenango
6. Chinique
7. Cunén
8. Joyabaj
9. Nebaj
10. Sacapulas
11. Patzité
12. Pachalúm
13. Playa Grande
14. San Andrés Sajcabajá
15. San Antonio Ilotenango
16. San Bartolomé Jocotenango
17. San Juan Cotzal
18. San Pedro Jocopilas
19. Santa Cruz del Quiché
20. Uspantán
21. Zacualpa